# Osten
Osten község Németországban, Alsó-Szászországban, a Cuxhaveni járásban. Lakosainak száma 1726 fő (2023. december 31.).